# Albert Robson
Olof Albert Robson (i riksdagen kallad Robson i Aspa bruk), född 25 oktober 1821 i Stockholm, död 4 februari 1892 i Jönköping, var en svensk företagsledare och riksdagsman. Han var son till Carl Magnus af Robson och svärfar till Wilhelm Reuterswärd.
Robson blev student vid Uppsala universitet 1839 och var verksam inom militären fram till 1848. Han var disponent vid Aspa bruk i Örebro län och vid Ölands alunbruk åren 1848–1888. Han var också ledamot (från 1877) och från 1879 ordförande i direktionen över Hjälmare kanal.
Robson var 1878–1884 ledamot av första kammaren, invald i Örebro läns valkrets.